# نهر ميزين
ميزين ( (بالروسية: Мезень)‏ ) هو نهر يقع في منطقة أودورسكي بجمهورية كومي وفي مقاطعتي ليشوكونسكي وميزنسكي في أرخانجيلسك أوبلاست في روسيا. يصب في خليج ميزن على البحر الأبيض. ميزين هو أحد أكبر أنهار روسيا الأوروبية. يبلغ طوله قرابة 857 كيلومتر (533 ميل) ومساحة حوضه 78,000 كيلومتر مربع (30,000 ميل2). روافده الرئيسية هي بولشايا لوبتويغا (يسار)، ونهر بياسا (يسار)، و ميزينسكايا بيجما (يمين)، و سولا (يمين)، و كيما (يمين)، و فاشكا (يسار)، و بيوزا (يمين) و كيمجا (يسار).
يتكون حوض نهر ميزين من مساحات شاسعة شرق وشمال شرق أرخانغيلسك أوبلاست وفي غرب جمهورية كومي. تقع بلدة ميزين والمستوطنات الحضرية في أوسوغورسك وكامينكا، وكذلك المركز الإداري لمنطقة أودورسكي ، سيلو كيسلان على ضفاف نهر ميزين. يقع المركز الإداري لمنطقة ليشوكونسكي وسلو ليشوكونسكوي على نهر فاشكا على بعد عدة كيلومترات من المنبع من التقاء نهري فاشكا وميزين ويتصل بالضفة اليمنى لنهر ميزين بواسطة معبر بالعبّارة.
يقع منبع نهر ميزين في تيمان ريدج في جمهورية كومي، غرب جبال الأورال الشمالية. يتدفق أولاً باتجاه الجنوب الغربي، ثم يتحول بحدة في الاتجاه الشمالي الغربي تقريبًا. يمتد المسار العلوي لنهر ميزين عبر المناظر الطبيعية الجبلية. يتدفق نهر ميزين إلى خليج ميزين على البحر الأبيض بالقرب من بلدة ميزين، أسفل الدائرة القطبية الشمالية مباشرةً. بالقرب من مصبه، يدخل نهر بيوزا من الشرق.
نهر ميزين صالح للملاحة أسفل سلو كوسلان، ومع ذلك، لا يوجد نقل منتظم للركاب باستثناء معابر العبارات.